# Blautia stercoris
Blautia stercoris es una especie de  bacteria grampositiva del género Blautia. Fue descrita en el año 2012. Su etimología hace referencia a excremento. Es anaerobia estricta e inmóvil. Tiene un tamaño de 0,5-0,8 μm de ancho por 1,5-2,5 μm de largo. Forma colonias circulares y de color gris pálido. Catalasa y oxidasa negativas. Se ha aislado de heces humanas. Se ha estudiado en modelo de ratón relevante para el autismo como bacteria beneficiosa para atenuar comportamientos relacionados con el autismo.